# Matrimonio en la Alta Edad Media en España

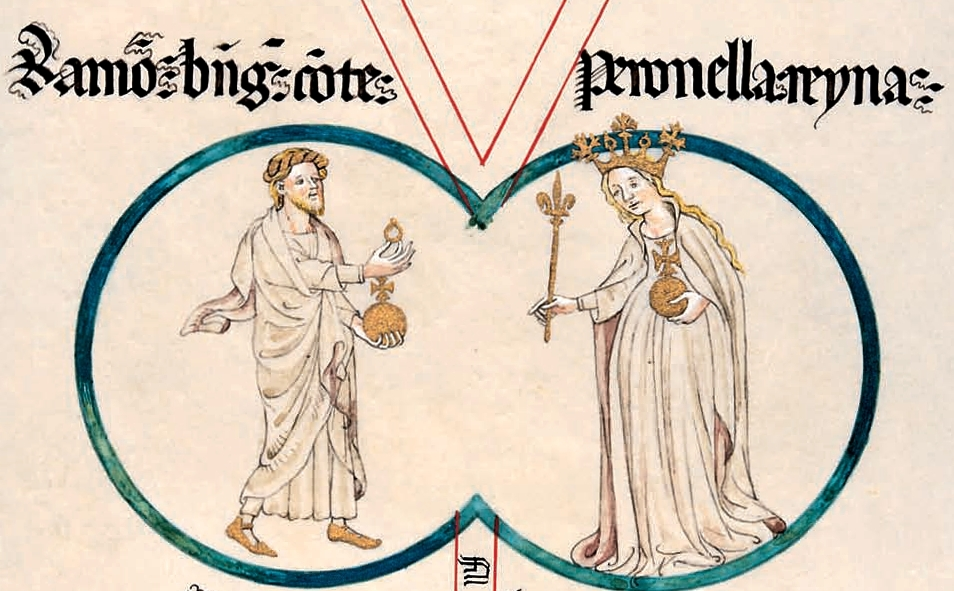
Representación del matrimonio del conde Ramón Berenguer IV de Barcelona y la reina Petronila de Aragón en el rollo genealógico de Poblet. Los esponsales se acordaron en 1137 y la boda se celebró en 1150.

El matrimonio en la Alta Edad Media en España es una institución inspirada en el derecho germánico. Se desarrolló hasta el siglo XII, momento en que la introducción del rito romano en la sociedad cristiana peninsular comenzó a desplazar el matrimonio de origen godo por una concepción menos civil basada en su carácter sacramental, que sería el característico de la Baja Edad Media.
Durante la Alta Edad Media el matrimonio legal se dividía en dos fases, los esponsales y la entrega de la esposa o boda.
El matrimonio tenía un efecto plenamente jurídico desde el contrato de esponsales, que era establecido firmemente entre el padre de la mujer y el marido, y se acordaba sin necesidad de obtener el consentimiento de la mujer o con esta en minoría de edad. El novio pagaba una dote que consistía en la entrega de un patrimonio en tierras, castillos, siervos..., que en la España altomedieval se fijaba por escrito en un documento legal llamado «carta de arras».
La boda culminaba el matrimonio altomedieval y en ella la mujer salía de la casa paterna para habitar en la del marido (traditio puellae), una vez cumplida la edad legal para yacer con él, tras la celebración de una ceremonia solemne y un ritual festivo. El único efecto legal que tenía la entrega de la esposa era que la patria potestad sobre la mujer pasaba del padre al marido. Era el momento de la primera noche de bodas, transcurrida la cual la mujer recibía a cambio de su virginidad un regalo del marido (matutinale donum).
Existía, además del matrimonio legal, otra forma de desposarse cuando los novios pactaban casarse sin el consentimiento de las familias y sin alcanzar el acuerdo jurídico establecido por los esponsales: el «matrimonio a juras» (prometido) o «matrimonio a furto» (a escondidas de la autoridad paterna). Tenía efecto con el simple consentimiento mutuo ante un testigo, a ser posible clérigo. En este caso el padre continuaba poseyendo la patria potestad legal de la hija.
Fue también habitual una unión entre personas sin matrimonio por el que las dos partes cohabitaron en barraganía o amancebamiento, lo cual no excluía totalmente ciertos derechos de herencia para la mujer y para los hijos de la pareja, sin que llegara a considerarse un concubinato de nula validez legal. 

## Matrimonio legítimo
El primero de estos, el Vertragsehe, establecía un acuerdo jurídico entre el contrayente y el padre o patria potestad de la mujer, que constaba de dos actos de derecho: esponsales (Verlobung o desponsatio) y boda, tras la que la mujer se entregaba y pasaba a habitar la casa del marido (Trauung o traditio puellae).

### Esponsales
Denominado Verterlo o esponsalicio. Era el momento en el que se establecía el acuerdo jurídico, mediante un pacto contractual entre el padre de la novia y el marido, en el que el novio pagaba una dote (Wittum o dos) a cambio de la obtención de la patria potestad sobre la mujer con la que se estaba casando. La dote podía consistir en la entrega de un patrimonio, o la promesa de futuro de entregarlo con el aval de fiadores. También podía retrasarse la dote a una entrega tras la celebración de la segunda fase del matrimonio legítimo: la boda. 
Esta dotación en la España alto medieval recibió el nombre de «arras», y se fijaba por escrito en un documento legal llamado «carta de arras». En esta carta de arras confluyeron dos instituciones jurídicas: la dote germánica y la donación pre nupcial del matrimonio romano y, en ocasiones, también la donación matutina del esposo. Por las arras la mujer recibía en propiedad un patrimonio que incluía bienes muebles e inmuebles (tierras, castillos, siervos, tenencias...), cuya cuantía varió con el tiempo y las circunstancias. La mujer que se casaba mediante acuerdos de esponsales, carta de arras y bendición sacerdotal se llamó con el tiempo «mujer arrada», «mujer velada» (uxor velata, con término procedente de la misa de velaciones) o «mujer de bendición» (uxor de benedictione).

### Boda
La boda o entrega de la mujer (Trasunta o extradito paella). Con la mujer en edad de procrear, se celebraba la boda con una ceremonia solemne tras la que se disponían banquetes, se convocaban fiestas y la mujer pasaba, finalmente, de la casa paterna a la del marido, al igual que sucedía con la potestad legal. Tras ella se procedía a el ritual de la entrega al marido por parte de su padre y parentela. Ya cohabitando la casa del esposo la mujer, tras la primera noche de boda la mujer recibía a cambio de su virginidad un regalo del marido por la mañana (matutinale donum). A partir de los siglos XII y XIII, este rito será capitalizado por la Iglesia católica: la entrega de la esposa se haría primero a un sacerdote, y con su mediación se celebrará el matrimonio y la misa de velaciones, para terminar con la bendición sacerdotal, que en un principio solo significó la consagración eclesial de una celebración de la unión que no tenía validez jurídica alguna en el matrimonio, cuyos efectos legales se derivaban solo del contrato de esponsales. Sin embargo, a lo largo de la Baja Edad Media la Iglesia fue convirtiendo  en el campo solo el matrimonio en una institución puramente eclesiástica y el matrimonio en un rito católico sacramental, que fundamentaba el casamiento solo en el consentimiento de los contrayentes y que tenía su raíz en la llamada por la Iglesia «gracia sacramental». En todo caso, para la Iglesia el matrimonio fue legítimo tanto en el que se componía de fase de esponsales y entrega de la esposa, y acuerdo jurídico con efecto de cambio de la patria potestad del padre al marido, como en el caso del de mutuo consentimiento de los esposos, aunque en este último caso, la validez civil del matrimonio podía ser nula. Al igual que sucedía en el derecho germánico, las hijas casadas recibían de su familia en la boda una dotación de ropas, joyas, muebles y objetos de uso personal: el ahuevar o ajuar (voz procedente del árabe «al-as-humar», que significaba ‘muebles de menaje’.

## Por mutuo consentimiento
Era habitual en los casos en que los contrayentes no habían conseguido obtener el consentimiento de la familia de la mujer, en cuyo caso los esposos se prometían matrimonio ante testigos (preferentemente un clérigo), sin más necesidad que la palabra mutua de casarse. No había, en este caso, esponsales ni acuerdo jurídico alguno con la familia del padre de la novia, que no perdía la patria potestad, ni ceremonia alguna. Por ello recibió el nombre de «matrimonio a juras» (prometido) o «matrimonio a furto» (a escondidas). Tampoco el marido, por tanto, entregaba dote alguna, aunque sí la donación de la mañana. El símbolo de la promesa, con el tiempo, lo constituyó el anillo de desposados. Este fue el acto que, posteriormente, la iglesia católica adoptó como elemento definitorio de la unión matrimonial sacramental, en perjuicio del acuerdo de esponsales, que era el elemento válido a todos los efectos en el matrimonio altomedieval legal.

## Barraganía
Fue también usual una unión entre personas sin matrimonio o casamiento, por el que las dos partes, fundándose en la palabra o promesa de fidelidad, accedían a ciertos derechos de herencia para la mujer y los hijos de la pareja, sin que llegara a considerarse un concubinato de nula validez legal. Era habitual entre los clérigos. La mujer que cohabitaba con esta condición con un hombre recibía el nombre de «barragana», documentado desde el siglo XI.